# Ellistown & Ibstock United F.C.
Ellistown & Ibstock United F.C. là một câu lạc bộ bóng đá đến từ làng Ellistown, gần Coalville, Leicestershire, Anh. Hiện tại đội bóng đang thi đấu ở East Midlands Counties League.

## Lịch sử
Ellistown & Ibstock United được thành lập tháng 6 năm 2013 sau sự hợp nhất giữa Ibstock United và Ellistown. Tin tức về sự hợp nhất được thông báo bởi hai chủ tịch giữ chức vụ lâu trong hai đội bóng, Andy Roach và Neil Costello. Andy Roach, cựu chủ tịch Ellistown FC là chủ tịch mới và Neil Costello trở thành phó chủ tịch. Mùa giải đầu tiên của câu lạc bộ thành công hơn cả lịch sử của 2 đội cũ, về đích thứ 3 tại East Midlands Counties League, được thi đấu ở FA Cup, FA Vase và Westerby Cup cũng như góp mặt trong trận chung kết Coalville Charity Cup.
Câu lạc bộ thi đấu các trận đấu ở East Midlands Counties League trên sân nhà Terrace Road, Ellistown.

## Danh hiệu
- East Midlands Counties Football League Premier Division[1]
  - Thứ 3 2013–14

## Kỉ lục
- FA Vase[1]
  - Vòng loại 2 2013–14